# Christoffel van Griekenland en Denemarken

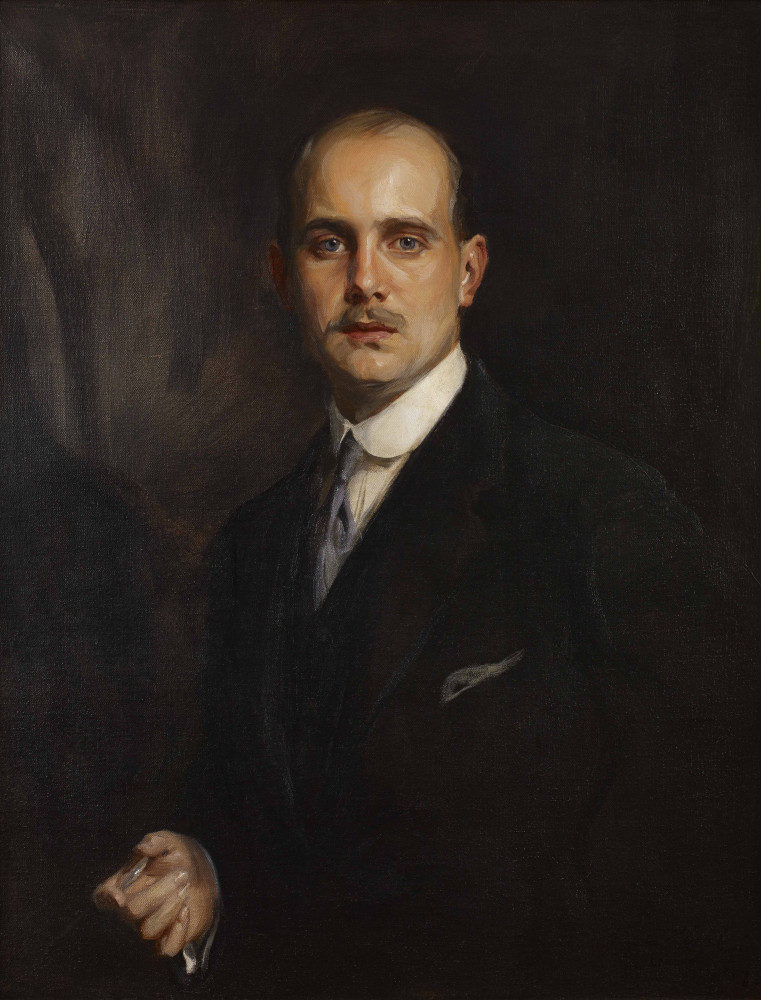
Christoffel van Griekenland en Denemarken

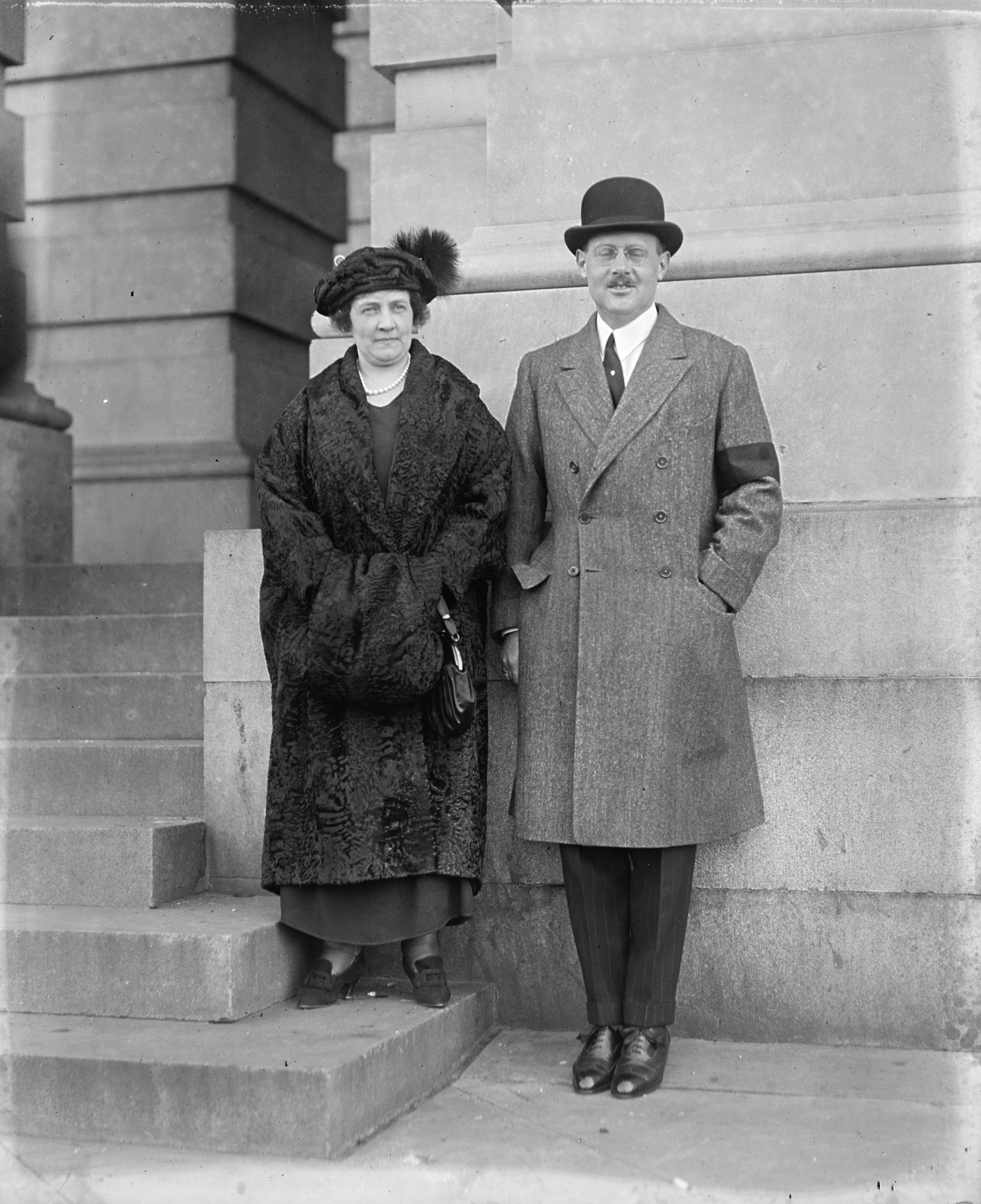
De prins met zijn echtgenote None May Stewart.

Christoffel (Grieks: Χριστόφορος, Christophoros) (Pavlovsk, 10 augustus 1888 – Palermo, 21 januari 1940), prins van Griekenland en Denemarken, was het jongste kind van koning George I van Griekenland en koningin Olga.
Hij groeide op in een gezin waarin men in meerdere talen sprak. Hij sprak zelf uiteindelijk Grieks, Engels, Deens, Russisch, Frans en Italiaans. Christoffel communiceerde in het Engels met zijn ouders en in het Grieks met zijn broers en zussen. Zijn ouders daarentegen spraken Duits tegen elkaar.
Christoffel sloot zich aan bij het Griekse leger, al had hij liever piano gestudeerd. Op jonge leeftijd al kreeg hij drie tronen aangeboden, die van Portugal, Litouwen en Albanië. Hij weigerde echter alle drie aanbiedingen omdat hij zich niet wilde bezighouden met koninklijke verplichtingen en alle beslommeringen daaromheen.

## Huwelijken en gezin
De prins was korte tijd verloofd met de Engelse prinses Alexandra, een kleindochter van Eduard VII van het Verenigd Koninkrijk. Zij was tevens familie; haar grootmoeder was de oudere zus van zijn vader. De verloving werd echter beëindigd toen hun ouders hoorden van de verbintenis.
Christoffel verloofde zich vervolgens met Nonnie May Stewart, een rijke Amerikaanse, gescheiden van haar eerste man en weduwe van haar tweede echtgenoot. Na een verloving van zes jaar trouwden de twee op 1 januari 1920 in het Zwitserse Vevey. Zijn echtgenote kreeg daarbij de titel prinses Anastasia van Griekenland. Haar fortuin kwam de Griekse koninklijke familie goed van pas tijdens hun ballingschap in de jaren twintig. Kort na het huwelijk kreeg de prinses kanker. Ze stierf vervolgens op 29 augustus 1923 op 40-jarige leeftijd. Het paar had geen kinderen. Christoffel had er echter wel een stiefzoon aan overgehouden, William Bateman jr. (1902-1971). Die trouwde in 1921 met de Russische prinses Xenia. Zij was een dochter van Christoffels zus Maria en haar Russische echtgenoot George Michajlovitsj van Rusland.
Prins Christoffel hertrouwde op 10 februari 1929 in Palermo, in het Palazzo d'Orléans, met Françoise de Guise, prinses van Orléans. Zij was de dochter van Jean van Orléans, hertog van Guise, en de Franse prinses Isabelle van Orléans (25 december 1902 - 25 februari 1953). Uit het huwelijk werd een zoon geboren:
- Michaël van Griekenland en Denemarken (1939).

Een jaar later stierf Christoffel op 51-jarige leeftijd.

## Kwartierstaat (voorouders)
| Frederik Willem van Sleeswijk- Holstein-Sonderburg-Glücksburg (1785-1831) | Frederik Willem van Sleeswijk- Holstein-Sonderburg-Glücksburg (1785-1831) | Frederik Willem van Sleeswijk- Holstein-Sonderburg-Glücksburg (1785-1831) | Frederik Willem van Sleeswijk- Holstein-Sonderburg-Glücksburg (1785-1831) | Frederik Willem van Sleeswijk- Holstein-Sonderburg-Glücksburg (1785-1831) | Frederik Willem van Sleeswijk- Holstein-Sonderburg-Glücksburg (1785-1831) | Louise Caroline van Hesse-Kassel (1789-1867) | Louise Caroline van Hesse-Kassel (1789-1867) | Louise Caroline van Hesse-Kassel (1789-1867)     | Louise Caroline van Hesse-Kassel (1789-1867)     | Louise Caroline van Hesse-Kassel (1789-1867)     | Louise Caroline van Hesse-Kassel (1789-1867)     |                                                  |                                                  | Willem van Hessen-Kassel (1787-1867) | Willem van Hessen-Kassel (1787-1867) | Willem van Hessen-Kassel (1787-1867)  | Willem van Hessen-Kassel (1787-1867)  | Willem van Hessen-Kassel (1787-1867)  | Willem van Hessen-Kassel (1787-1867)  | Louise Charlotte van Denemarken (1789-1864) | Louise Charlotte van Denemarken (1789-1864) | Louise Charlotte van Denemarken (1789-1864) | Louise Charlotte van Denemarken (1789-1864) | Louise Charlotte van Denemarken (1789-1864)        | Louise Charlotte van Denemarken (1789-1864)        |                                                    |                                                    | Nicolaas I van Rusland (1796–1855)                 | Nicolaas I van Rusland (1796–1855)                 | Nicolaas I van Rusland (1796–1855) | Nicolaas I van Rusland (1796–1855) | Nicolaas I van Rusland (1796–1855)                | Nicolaas I van Rusland (1796–1855)                | Charlotte van Pruisen (1798-1860)                 | Charlotte van Pruisen (1798-1860)                 | Charlotte van Pruisen (1798-1860)                 | Charlotte van Pruisen (1798-1860)                 | Charlotte van Pruisen (1798-1860)           | Charlotte van Pruisen (1798-1860)           |                                                   |                                                   | Jozef van Saksen-Altenburg (1789-1868)            | Jozef van Saksen-Altenburg (1789-1868)            | Jozef van Saksen-Altenburg (1789-1868)            | Jozef van Saksen-Altenburg (1789-1868)            | Jozef van Saksen-Altenburg (1789-1868)     | Jozef van Saksen-Altenburg (1789-1868)     | Amelie van Württemberg (1799-1848)                    | Amelie van Württemberg (1799-1848)                    | Amelie van Württemberg (1799-1848)                    | Amelie van Württemberg (1799-1848)                    | Amelie van Württemberg (1799-1848)                    | Amelie van Württemberg (1799-1848)                    |  |  |  |  |  |  |  |  |  |  |  |  |  |  |  |  |  |  |  |  |  |  |  |  |  |  |  |  |  |  |  |  |  |  |  |  |  |  |  |  |  |  |  |  |  |  |  |  |
| Frederik Willem van Sleeswijk- Holstein-Sonderburg-Glücksburg (1785-1831) | Frederik Willem van Sleeswijk- Holstein-Sonderburg-Glücksburg (1785-1831) | Frederik Willem van Sleeswijk- Holstein-Sonderburg-Glücksburg (1785-1831) | Frederik Willem van Sleeswijk- Holstein-Sonderburg-Glücksburg (1785-1831) | Frederik Willem van Sleeswijk- Holstein-Sonderburg-Glücksburg (1785-1831) | Frederik Willem van Sleeswijk- Holstein-Sonderburg-Glücksburg (1785-1831) | Louise Caroline van Hesse-Kassel (1789-1867) | Louise Caroline van Hesse-Kassel (1789-1867) | Louise Caroline van Hesse-Kassel (1789-1867)     | Louise Caroline van Hesse-Kassel (1789-1867)     | Louise Caroline van Hesse-Kassel (1789-1867)     | Louise Caroline van Hesse-Kassel (1789-1867)     |                                                  |                                                  | Willem van Hessen-Kassel (1787-1867) | Willem van Hessen-Kassel (1787-1867) | Willem van Hessen-Kassel (1787-1867)  | Willem van Hessen-Kassel (1787-1867)  | Willem van Hessen-Kassel (1787-1867)  | Willem van Hessen-Kassel (1787-1867)  | Louise Charlotte van Denemarken (1789-1864) | Louise Charlotte van Denemarken (1789-1864) | Louise Charlotte van Denemarken (1789-1864) | Louise Charlotte van Denemarken (1789-1864) | Louise Charlotte van Denemarken (1789-1864)        | Louise Charlotte van Denemarken (1789-1864)        |                                                    |                                                    | Nicolaas I van Rusland (1796–1855)                 | Nicolaas I van Rusland (1796–1855)                 | Nicolaas I van Rusland (1796–1855) | Nicolaas I van Rusland (1796–1855) | Nicolaas I van Rusland (1796–1855)                | Nicolaas I van Rusland (1796–1855)                | Charlotte van Pruisen (1798-1860)                 | Charlotte van Pruisen (1798-1860)                 | Charlotte van Pruisen (1798-1860)                 | Charlotte van Pruisen (1798-1860)                 | Charlotte van Pruisen (1798-1860)           | Charlotte van Pruisen (1798-1860)           |                                                   |                                                   | Jozef van Saksen-Altenburg (1789-1868)            | Jozef van Saksen-Altenburg (1789-1868)            | Jozef van Saksen-Altenburg (1789-1868)            | Jozef van Saksen-Altenburg (1789-1868)            | Jozef van Saksen-Altenburg (1789-1868)     | Jozef van Saksen-Altenburg (1789-1868)     | Amelie van Württemberg (1799-1848)                    | Amelie van Württemberg (1799-1848)                    | Amelie van Württemberg (1799-1848)                    | Amelie van Württemberg (1799-1848)                    | Amelie van Württemberg (1799-1848)                    | Amelie van Württemberg (1799-1848)                    |  |  |  |  |  |  |  |  |  |  |  |  |  |  |  |  |  |  |  |  |  |  |  |  |  |  |  |  |  |  |  |  |  |  |  |  |  |  |  |  |  |  |  |  |  |  |  |  |
|                                                                           |                                                                           |                                                                           |                                                                           |                                                                           |                                                                           |                                              |                                              |                                                  |                                                  |                                                  |                                                  |                                                  |                                                  |                                      |                                      |                                       |                                       |                                       |                                       |                                             |                                             |                                             |                                             |                                                    |                                                    |                                                    |                                                    |                                                    |                                                    |                                    |                                    |                                                   |                                                   |                                                   |                                                   |                                                   |                                                   |                                             |                                             |                                                   |                                                   |                                                   |                                                   |                                                   |                                                   |                                            |                                            |                                                       |                                                       |                                                       |                                                       |                                                       |                                                       |  |  |  |  |  |  |  |  |  |  |  |  |  |  |  |  |  |  |  |  |  |  |  |  |  |  |  |  |  |  |  |  |  |  |  |  |  |  |  |  |  |  |  |  |  |  |  |  |
|                                                                           |                                                                           |                                                                           |                                                                           | Christiaan IX van Denemarken (1818-1906)                                  | Christiaan IX van Denemarken (1818-1906)                                  | Christiaan IX van Denemarken (1818-1906)     | Christiaan IX van Denemarken (1818-1906)     | Christiaan IX van Denemarken (1818-1906)         | Christiaan IX van Denemarken (1818-1906)         |                                                  |                                                  |                                                  |                                                  |                                      |                                      | Louise van Hessen-Kassel (1817-1898)  | Louise van Hessen-Kassel (1817-1898)  | Louise van Hessen-Kassel (1817-1898)  | Louise van Hessen-Kassel (1817-1898)  | Louise van Hessen-Kassel (1817-1898)        | Louise van Hessen-Kassel (1817-1898)        |                                             |                                             |                                                    |                                                    |                                                    |                                                    |                                                    |                                                    |                                    |                                    | Constantijn Nikolajevitsj van Rusland (1827-1892) | Constantijn Nikolajevitsj van Rusland (1827-1892) | Constantijn Nikolajevitsj van Rusland (1827-1892) | Constantijn Nikolajevitsj van Rusland (1827-1892) | Constantijn Nikolajevitsj van Rusland (1827-1892) | Constantijn Nikolajevitsj van Rusland (1827-1892) |                                             |                                             |                                                   |                                                   |                                                   |                                                   | Alexandra van Saksen-Altenburg (1830-1911)        | Alexandra van Saksen-Altenburg (1830-1911)        | Alexandra van Saksen-Altenburg (1830-1911) | Alexandra van Saksen-Altenburg (1830-1911) | Alexandra van Saksen-Altenburg (1830-1911)            | Alexandra van Saksen-Altenburg (1830-1911)            |                                                       |                                                       |                                                       |                                                       |  |  |  |  |  |  |  |  |  |  |  |  |  |  |  |  |  |  |  |  |  |  |  |  |  |  |  |  |  |  |  |  |  |  |  |  |  |  |  |  |  |  |  |  |  |  |  |  |
|                                                                           |                                                                           |                                                                           |                                                                           | Christiaan IX van Denemarken (1818-1906)                                  | Christiaan IX van Denemarken (1818-1906)                                  | Christiaan IX van Denemarken (1818-1906)     | Christiaan IX van Denemarken (1818-1906)     | Christiaan IX van Denemarken (1818-1906)         | Christiaan IX van Denemarken (1818-1906)         |                                                  |                                                  |                                                  |                                                  |                                      |                                      | Louise van Hessen-Kassel (1817-1898)  | Louise van Hessen-Kassel (1817-1898)  | Louise van Hessen-Kassel (1817-1898)  | Louise van Hessen-Kassel (1817-1898)  | Louise van Hessen-Kassel (1817-1898)        | Louise van Hessen-Kassel (1817-1898)        |                                             |                                             |                                                    |                                                    |                                                    |                                                    |                                                    |                                                    |                                    |                                    | Constantijn Nikolajevitsj van Rusland (1827-1892) | Constantijn Nikolajevitsj van Rusland (1827-1892) | Constantijn Nikolajevitsj van Rusland (1827-1892) | Constantijn Nikolajevitsj van Rusland (1827-1892) | Constantijn Nikolajevitsj van Rusland (1827-1892) | Constantijn Nikolajevitsj van Rusland (1827-1892) |                                             |                                             |                                                   |                                                   |                                                   |                                                   | Alexandra van Saksen-Altenburg (1830-1911)        | Alexandra van Saksen-Altenburg (1830-1911)        | Alexandra van Saksen-Altenburg (1830-1911) | Alexandra van Saksen-Altenburg (1830-1911) | Alexandra van Saksen-Altenburg (1830-1911)            | Alexandra van Saksen-Altenburg (1830-1911)            |                                                       |                                                       |                                                       |                                                       |  |  |  |  |  |  |  |  |  |  |  |  |  |  |  |  |  |  |  |  |  |  |  |  |  |  |  |  |  |  |  |  |  |  |  |  |  |  |  |  |  |  |  |  |  |  |  |  |
|                                                                           |                                                                           |                                                                           |                                                                           |                                                                           |                                                                           |                                              |                                              |                                                  |                                                  | George I van Griekenland (1845-1913)             | George I van Griekenland (1845-1913)             | George I van Griekenland (1845-1913)             | George I van Griekenland (1845-1913)             | George I van Griekenland (1845-1913) | George I van Griekenland (1845-1913) |                                       |                                       |                                       |                                       |                                             |                                             |                                             |                                             |                                                    |                                                    |                                                    |                                                    |                                                    |                                                    |                                    |                                    |                                                   |                                                   |                                                   |                                                   |                                                   |                                                   | Olga Konstantinovna van Rusland (1851-1926) | Olga Konstantinovna van Rusland (1851-1926) | Olga Konstantinovna van Rusland (1851-1926)       | Olga Konstantinovna van Rusland (1851-1926)       | Olga Konstantinovna van Rusland (1851-1926)       | Olga Konstantinovna van Rusland (1851-1926)       |                                                   |                                                   |                                            |                                            |                                                       |                                                       |                                                       |                                                       |                                                       |                                                       |  |  |  |  |  |  |  |  |  |  |  |  |  |  |  |  |  |  |  |  |  |  |  |  |  |  |  |  |  |  |  |  |  |  |  |  |  |  |  |  |  |  |  |  |  |  |  |  |
|                                                                           |                                                                           |                                                                           |                                                                           |                                                                           |                                                                           |                                              |                                              |                                                  |                                                  | George I van Griekenland (1845-1913)             | George I van Griekenland (1845-1913)             | George I van Griekenland (1845-1913)             | George I van Griekenland (1845-1913)             | George I van Griekenland (1845-1913) | George I van Griekenland (1845-1913) |                                       |                                       |                                       |                                       |                                             |                                             |                                             |                                             |                                                    |                                                    |                                                    |                                                    |                                                    |                                                    |                                    |                                    |                                                   |                                                   |                                                   |                                                   |                                                   |                                                   | Olga Konstantinovna van Rusland (1851-1926) | Olga Konstantinovna van Rusland (1851-1926) | Olga Konstantinovna van Rusland (1851-1926)       | Olga Konstantinovna van Rusland (1851-1926)       | Olga Konstantinovna van Rusland (1851-1926)       | Olga Konstantinovna van Rusland (1851-1926)       |                                                   |                                                   |                                            |                                            |                                                       |                                                       |                                                       |                                                       |                                                       |                                                       |  |  |  |  |  |  |  |  |  |  |  |  |  |  |  |  |  |  |  |  |  |  |  |  |  |  |  |  |  |  |  |  |  |  |  |  |  |  |  |  |  |  |  |  |  |  |  |  |
|                                                                           |                                                                           |                                                                           |                                                                           |                                                                           |                                                                           |                                              |                                              |                                                  |                                                  |                                                  |                                                  |                                                  |                                                  |                                      |                                      |                                       |                                       |                                       |                                       |                                             |                                             |                                             |                                             |                                                    |                                                    |                                                    |                                                    |                                                    |                                                    |                                    |                                    |                                                   |                                                   |                                                   |                                                   |                                                   |                                                   |                                             |                                             |                                                   |                                                   |                                                   |                                                   |                                                   |                                                   |                                            |                                            |                                                       |                                                       |                                                       |                                                       |                                                       |                                                       |  |  |  |  |  |  |  |  |  |  |  |  |  |  |  |  |  |  |  |  |  |  |  |  |  |  |  |  |  |  |  |  |  |  |  |  |  |  |  |  |  |  |  |  |  |  |  |  |
|                                                                           |                                                                           |                                                                           |                                                                           |                                                                           |                                                                           |                                              |                                              |                                                  |                                                  |                                                  |                                                  |                                                  |                                                  |                                      |                                      |                                       |                                       |                                       |                                       |                                             |                                             |                                             |                                             |                                                    |                                                    |                                                    |                                                    |                                                    |                                                    |                                    |                                    |                                                   |                                                   |                                                   |                                                   |                                                   |                                                   |                                             |                                             |                                                   |                                                   |                                                   |                                                   |                                                   |                                                   |                                            |                                            |                                                       |                                                       |                                                       |                                                       |                                                       |                                                       |  |  |  |  |  |  |  |  |  |  |  |  |  |  |  |  |  |  |  |  |  |  |  |  |  |  |  |  |  |  |  |  |  |  |  |  |  |  |  |  |  |  |  |  |  |  |  |  |
| Constantijn I van Griekenland (1868-1923)                                 | Constantijn I van Griekenland (1868-1923)                                 | Constantijn I van Griekenland (1868-1923)                                 | Constantijn I van Griekenland (1868-1923)                                 | Constantijn I van Griekenland (1868-1923)                                 | Constantijn I van Griekenland (1868-1923)                                 |                                              |                                              | George van Griekenland en Denemarken (1869-1957) | George van Griekenland en Denemarken (1869-1957) | George van Griekenland en Denemarken (1869-1957) | George van Griekenland en Denemarken (1869-1957) | George van Griekenland en Denemarken (1869-1957) | George van Griekenland en Denemarken (1869-1957) |                                      |                                      | Alexandra van Griekenland (1870-1891) | Alexandra van Griekenland (1870-1891) | Alexandra van Griekenland (1870-1891) | Alexandra van Griekenland (1870-1891) | Alexandra van Griekenland (1870-1891)       | Alexandra van Griekenland (1870-1891)       |                                             |                                             | Nicolaas van Griekenland en Denemarken (1872-1938) | Nicolaas van Griekenland en Denemarken (1872-1938) | Nicolaas van Griekenland en Denemarken (1872-1938) | Nicolaas van Griekenland en Denemarken (1872-1938) | Nicolaas van Griekenland en Denemarken (1872-1938) | Nicolaas van Griekenland en Denemarken (1872-1938) |                                    |                                    | Maria van Griekenland en Denemarken (1876-1940)   | Maria van Griekenland en Denemarken (1876-1940)   | Maria van Griekenland en Denemarken (1876-1940)   | Maria van Griekenland en Denemarken (1876-1940)   | Maria van Griekenland en Denemarken (1876-1940)   | Maria van Griekenland en Denemarken (1876-1940)   |                                             |                                             | Andreas van Griekenland en Denemarken (1882-1944) | Andreas van Griekenland en Denemarken (1882-1944) | Andreas van Griekenland en Denemarken (1882-1944) | Andreas van Griekenland en Denemarken (1882-1944) | Andreas van Griekenland en Denemarken (1882-1944) | Andreas van Griekenland en Denemarken (1882-1944) |                                            |                                            | Christoffel van Griekenland en Denemarken (1888-1940) | Christoffel van Griekenland en Denemarken (1888-1940) | Christoffel van Griekenland en Denemarken (1888-1940) | Christoffel van Griekenland en Denemarken (1888-1940) | Christoffel van Griekenland en Denemarken (1888-1940) | Christoffel van Griekenland en Denemarken (1888-1940) |  |  |  |  |  |  |  |  |  |  |  |  |  |  |  |  |  |  |  |  |  |  |  |  |  |  |  |  |  |  |  |  |  |  |  |  |  |  |  |  |  |  |  |  |  |  |  |  |